# Kasper Höglund AB

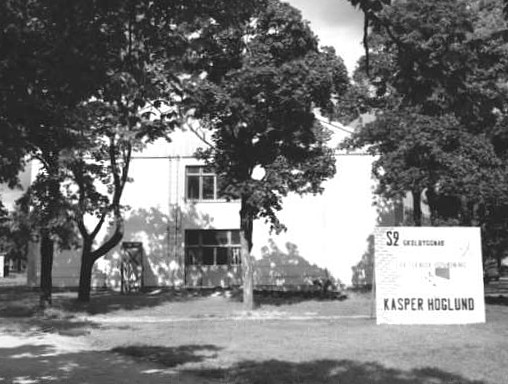
Skolhuset på S 2 på Karlsborgs fästning.

Kasper Höglund AB var ett svenskt byggbolag. Byggnadsfirman grundades 1889 av byggmästaren Kasper Höglund och omvandlades till aktiebolag 1910. Firman såldes i mitten av 1970-talet.

## Historik

### Privatliv

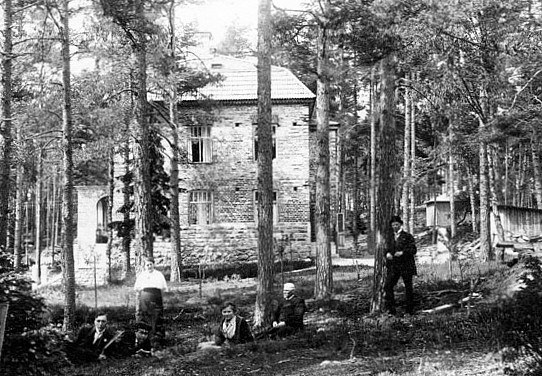
"Villa Vinterbo" i Kummelnäs. Kasper Höglund och hans familj framför huset som ännu inte har blivit putsat, 1912–1915.

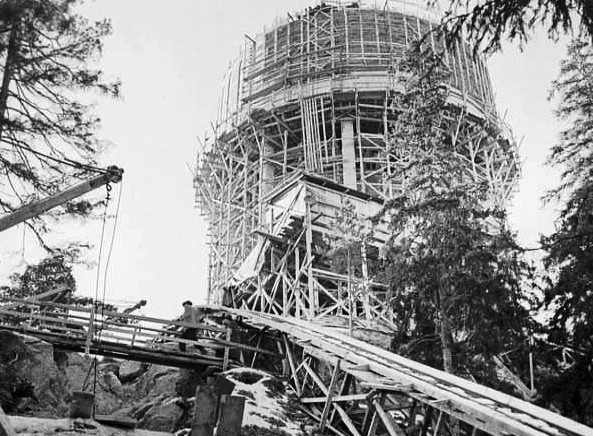
Nynäshamns vattentorn under uppförande, 1952–1953.

År 1899 bildades den Kristna Egnahemsföreningen i Kummelnäs (nuvarande Nacka kommun) med byggmästaren Kasper Höglund som ordföraren. Föreningen förvärvade 1907 ett stort markområde till planläggning med vägar och tomter för medlemmarnas villabyggen och Höglunds firma byggde många hus i området. Höglund var mycket aktiv i hela Kummelnäs och satt även ordförande i Blåbandisternas Barnkoloni. Vid Föreningsvägen 22, norr om Kummelnäsviken, står ”Villa Vinterbo”, ett av områdets få stenhus, uppfört 1912–1915 av Kasper Höglund för sig och sin familj.

### Firman
Byggnadsfirman grundades 1889 och omvandlades till aktiebolag 1910. Bland Höglunds tidiga medarbetare märks byggnadsingenjören Paul Toll som 1908 lämnade företaget för att tillsammans med Ivar Kreuger bilda Kreuger & Toll AB. 1914 köpte Kreuger och Toll upp AB Kasper Höglund som därefter blev ett självständigt dotterbolag i deras koncern. Utöver husbyggnad var Höglund engagerad i väg- och vattenbyggnad samt anläggningsarbeten. Under miljonprogrammet var Kasper Höglund AB en av de stora aktörerna. 1974 hade företaget omkring 800 anställda. Några år senare såldes firman till Nya Asfalt AB som är idag en del av NCC.

## Uppdrag (urval)
- Skogskrematoriet, Stockholm
- Blackebergs stationsbyggnad, Stockholm
- Skolhuset på S 2 på Karlsborgs fästning
- Linnégatan 73-75, Stockholm
- Nynäshamns vattentorn
- Olskroksmotet, Göteborg
- Essingeleden (delentreprenad Fredhällstunneln)